# پونی کوچولو: دختران اکواستریا (مینی‌سریال)
پونی کوچولوی من: دختران اکواستریا (همچنین شناخته شده به نام‌های پونی کوچولوی من: دختران اکواستریا - شب جادویی فیلم در رسانه‌های خانگی و پونی کوچولوی من: دختران اکواستریا - ماجراهای دبیرستان کنترلات در نتفلیکس) یک مینی سریال انیمیشنی کانادایی - آمریکایی است که در ادامهٔ دختران اکواستریا: افسانه اورفری ساخته شده و در مجموع سه قسمت ۲۲ دقیقه ای است که در ایالات متحده در دیسکاوری فمیلی از ۲۴ ژوئن تا ۸ ژوئیه ۲۰۱۷ منتشر شده‌است.

## داستان
این مجموعه به زندگی روزمره و ماجراهای دانش آموزان دبیرستان کنترلات - توایلایت اسپارکل، سانست شیمر، اپل جک، فلاترشای، پینکی پای، رینبودش و رریتی- پس از وقایع افسانه اورفری می‌پردازد.

## صداپیشگان

### بازیگران اصلی
- تارا استرانگ به عنوان توایلایت اسپارکل
  - شویکت صدای آواز توایلایت را انجام می‌دهد
- اشلی بال به عنوان رینبودش، اپل جک، و صدای اضافی
- آندریا لیبمان به عنوان پینکی پای، فلاترشای، و صدای اضافی
- تبیثا سن ژرمان به عنوان رریتی و صداهای اضافی
  - کازومی ایوانز صدای آواز رریتی را انجام می‌دهد
- کتی وسلاک به عنوان اسپایک
- ربکا شویکت به عنوان سانست شیمر و صداهای اضافی

### بازیگران دیگر
- شارون الکساندر به عنوان سور سوییت
- بریت اروین به عنوان سانی فلر
- سینا بون به عنوان شوگرکوت
- شانون چان-کنت به عنوان لمون زست
- اندی توث به عنوان کنترزوم و صداهای اضافی
- الی لیبرت به عنوان جونیپر مونتاژ
- کیرا توزر به عنوان چستنات مگنیفیکو
- چارلز زاکرمن به عنوان استالوارت استالیون و صداهای اضافی
- کلی شریدن به عنوان استارلایت گلیمر

## قسمت‌ها
| No. | Title         | Directed by | Written by            | Original airdate |
| --- | ------------- | ----------- | --------------------- | ---------------- |
| ۱ | «رقص جادویی»  | ایشی رادل   | جی.ام. بروو           | ۲۴ ژوئن ۲۰۱۷     |
| بعد از ماجراهای کمپ اورفری، بچه‌های کنترلات می‌خواهند پولی برای تعمیر کمپ اورفری جمع کنند. رریتی یک مسابقه رقص در یک پاساژ می‌بیند و تصمیم می‌گیرد که برای جمع کردن پول در مسابقه رقص شرکت کنند؛ ولی در آن موقع بچه‌های کریستال پرپ را می‌بیند و ماجرا را برای آنها تعریف می‌کند. آنها از فرصت استفاده می‌کنند و تصمیم می‌گیرند ایده رریتی را بدزدند تا در مسابقه شرکت کنند؛ بنابراین رریتی و بقیه به دنبال راهکار جدیدی هستند تا در مسابقه شرکت کنند، ولی راهکاری پیدا نمی‌کنند. رریتی ناامید به یک بستنی فروشی می‌رود و به صورت اتفاقی می‌شنود که بچه‌های کریستال پرپ هیچ ایده ای برای آواز در موزیک ویدئوی رقص ندارند. رریتی بچه‌های کریستال پرپ و بچه‌های کنترلات را متقاعد می‌کند تا باهم موزیک ویدئوی رقص بسازند. آنها موزیک ویدئو را به مسابقه ارسال کرده و برنده می‌شوند.                                                                      |               |             |                       |                  |
| ۲ | «فیلم جادویی» | ایشی رادل   | نوئل بنونوتی          | ۱ ژوئیه ۲۰۱۷     |
| کارگردان کنتر زوم، هفت دوست را به صحنه فیلمبرداری فیلم درینگ دو دعوت می‌کند تا فیلم را ببیند، ولی وسایلی از صحنه دزدیده شده‌است. بچه‌های کنترلات به دنبال این دزد خرابکار می‌روند. آنها بعد از ماجراهایی می‌فهمند که دزدی کار خواهرزاده کانتر زوم یعنی جونیپر مونتاژ بوده و بعد کارگردان به عنوان پاداش نقش کوتاهی به بچه‌ها می‌دهد. |               |             |                       |                  |
| ۳ | «آینه جادویی» | ایشی رادل   | ریچل وین و دیو پولسکی | ۸ ژوئیه ۲۰۱۷     |
| جونیپر که از دست بچه‌های کنترلات عصبانی است، یک آینه پیدا می‌کند که او را بسیار زیبا نشان می‌دهد و هرچه آرزو می‌کند را برآورده می‌کند. در همین حال، سانست شیمر به اکواستریا می‌رود تا دفترچه جدیدش را بگیرد و تصمیم می‌گیرد استارلایت را به دنیای انسان‌ها بیاورد. بچه‌های کنترلات، جونیپر را می‌بینند و طی اتفاقی جونیپر آنها را به درون آینه می‌اندازد. سانست، نگران دوستانش است، چون آنها جواب پیام‌ها و تلفن‌هایش را نمی‌دهند. سانست جونیپر را پیدا می‌کند و با لمس کردن دستش می‌فهمد که او دوستانش را به داخل آینه برده‌است. جونیپر سانست را هم به داخل آینه می‌برد و قدرت آنها جونیپر را به یک هیولا تبدیل می‌کند. استارلایت موفق می‌شود جونیپر را راضی کند که آنها را از آینه آزاد کند. جونیپر به حالت عادی برمی گردد و دختران او را می‌بخشند. توایلایت به استارلایت اجازه می‌دهد مدت بیشتری در آن دنیا بماند تا بودن در دنیای انسان‌ها را تجربه کند. |               |             |                       |                  |